# Осмаци
Осмаци (серб. Осмаци) — населённый пункт (село) на северо-востоке Боснии и Герцеговины. Центр одноимённой общины. Относится к Республике Сербской.

## Население
Численность населения села по переписи 2013 года составила 1 029 человек, общины — 6 172 человека.
Национальный состав города по переписи 1991 года:
- Сербы — 802 (95,25%)
- Мусульмане — 35 (4,16%)
- Югославы — 3 (0,36%)
- Хорваты — 2 (0,24%)
- остальные — 0 (0,00%)
- Всего — 842